# لاک‌پشت قهوه‌ای آسیایی
لاک‌پشت قهوه‌ای آسیایی (نام علمی: Manouria emys) نام یک گونه از تیره لاک‌پشت زمینی است.